# Elsa Werth
Elsa Werth (* 1985 in Paris) ist eine französische Künstlerin. Sie lebt und arbeitet in Paris.

## Leben
Elsa Werth besuchte sowohl die École Nationale Supérieure des Arts Décoratifs, wo sie Filmanimation studiert hat, als auch die École nationale supérieure des Beaux-Arts, die sie abschloss.

## Werk
Die Praxis von Elsa Werth umfasst Installationen, Skulpturen, Videos, artist’s books und Klangstücke. Seit 2013 hat sie in Frankreich, den USA, China, Belgien, Deutschland, Luxemburg und der Schweiz ausgestellt.
Ihre Arbeit konzentriert sich auf die Verwendung von alltäglichen Gegenständen und Gesten, Systemen, Sprache, traditionellen und zeitgenössischen Ritualen. Die Interpretation von Informationen und Warenproduktion sowie deren Beziehungen zu den sozialen Kreisen sind die zentralen Ansätze ihrer Projekte. Sie verwendet alternative Austausch- und Ausdrucksformen, um einer Welt zu widersprechen, die sie als dem Kult des materiellen Werts unterworfen betrachtet. Ihre Werke entstehen immer mit einfachen Mitteln, um spektakuläre Effekte zu vermeiden.
Im Jahr 2014 hat sie zusammen mit Muriel Leray eine Ausstellung in einem Lager in Paris mit dem Titel „Plus une pièce“ kuratiert. Seit 2016 kuratiert sie Potential Visual Evocations, eine Wanderausstellung, die in öffentlichen Räumen in Paris, Clichy, Shanghai, Montreal, La Louvière und Seoul stattgefunden hat. Zu den teilnehmenden Künstlern gehören unter anderem Claude Closky, Seulgi Lee und Marylène Negro.

## Öffentliche Sammlungen (Auswahl)
- Regionalfonds für zeitgenössische Kunst Normandie-Caen[6]
- FRAC des Pays de la Loire[7]
- Regionalfonds für zeitgenössische Kunst Franche-Comté[8]
- Centre national des arts plastiques[9]
- Rennes 2 University Cabinet du livre d'artistes
- Centre Georges-Pompidou[10][11]
- Kadist Foundation[12]
- Les Abattoirs[13]

## Ausstellungen (Auswahl)

### Einzelausstellungen
- 2023: 24/7, B09K, Changsha
- 2022: Titre un à usages multiples, Lendroit, Rennes[14]
- 2022: Give and Take, Bloom, Düsseldorf[15][16]
- 2021: Parties de cartes, CDLA, Saint-Yriex-la-Perche[17]

- 2020: Blow: Elsa Werth, Bloom, Düsseldorf[18]
- 2020: A Land,  mfc – Michèle Didier, Paris[19]
- 2019: Anywayland, Interface, Dijon[20][21]
- 2019: Temps Partiel [Part-Time], Onde Art Center, Vélizy-Villacoublay
- 2018: L'action cesse, Duplex Walden, Geneva[22]
- 2017: Temporary Perspectives, Martine Aboucaya Gallery, Paris[23]
- 2016: Title One for Multiple Use, Bazaar Compatible Program, Shanghai[24]
- 2016: Title One for Multiple Use, Martine Aboucaya Gallery, Paris[25]
- 2014: Elsa Werth, Primo Piano, Paris[26]

### Gruppenausstellungen
- 2022: De toi à moi, Fondation FIMINCO, Romainville, kuratiert von Jennifer Flay
- 2022: Horizones, Fondation d'entreprise Pernod Ricard, kuratiert von Clément Dirié[27]
- 2021: 3 Collectionneurs #8, Été 78, Brüssel[28]
- 2021: Helix, Bloom, Düsseldorf, kuratiert von Ji Sue Byun
- 2021: Nous irons tous au paradis, Frac Normandie – Caen, kuratiert von Anne Cartel[29]
- 2021: Tout un film!, Drawing Lab, Paris, kuratiert von Joana P.R. Neves[30]
- 2020: X, Frac Pays de la Loire, Carquefou, kuratiert von Claude Closky[31]
- 2019: Some of Us, NordArt – Kunstwerk Carlshütte, Büdelsdorf, kuratiert von Jérôme Cotinet-Alphaize und Marianne Derrien
- 2019: Calculated Chance, The Société, Brüssel, kuratiert von Manuel Abendroth und Els Vermang[32]
- 2019: ShipShape, Biennale de Coimbra, kuratiert von Tomas Cunha Ferreira
- 2019: Tilt Horizon 偏见, AMNUA, Nanjing, kuratiert von Wang Yamin[33][34]
- 2019: 26 x Bauhaus, Institut Français, Berlin, kuratiert von Marjolaine Lévy und Thibaut de Ruyter[35][36]
- 2019: One Minute One Hour One Month... One Million Years, The Island Club Limassol, kuratiert von Christodoulos Panayiotou[37]
- 2018: Le génie du lieu, Le Creux de l’Enfer, Thiers, kuratiert von Sophie Auger-Grappin[38]
- 2018: Potential Visual Evocations, Darling Foundry, Montreal[39]
- 2017: Flatland / Abstractions Narratives, Mudam, Luxembourg, kuratiert von Marianne Derrien und Sarah Iller-Meyer
- 2017: Do Disturb, Palais de Tokyo, Paris
- 2015: 60ème Salon de Montrouge, Montrouge[40]
- 2014: Modifications, Zentrum für Kunst und Urbanistik (ZK/U), Berlin[41]
- 2013: Marler Media Art Award, Skulpturenmuseum Glaskasten, Marl, kuratiert von Georg Elben

## Auszeichnungen (Auswahl)
- 2013: Preis Humankind Leo Burnet[42]
- 2022: Prix Fondation d’entreprise Ricard[43][44]

## Bücher
- 2014: Plus une pièce, Plus un multiple, ISBN 978-2-9550024-0-7
- 2015: Sparkless, ISBN 979-10-94645-00-0[45]
- 2018: Original soldé, ISBN 979-10-94645-01-7[46]
- 2019: Formule de politesse, ISBN 979-10-94645-02-4[47]
- 2020: 2020, ISBN 979-10-94645-03-1
- 2020: Politeness, ISBN 979-10-94645-05-5
- 2020: Greetings, ISBN 979-10-94645-07-9[48]
- 2020: Un jour dans Le Monde (4 octobre 2019), ISBN 978-2-917393-11-6
- 2021: Negociation,  ISBN 979-10-94645-08-6
- 2022: Meeting Point, ISBN 979-10-94645-08-6
- 2022: Abracadabra, ISBN 978-2-9602786-1-3